# Samarkand (provincie)
Samarkand (Oezbeeks: Samarqand) is een provincie (viloyat) van Oezbekistan.
Samarkand telt naar schatting 3.580.000 inwoners op een oppervlakte van 16.400 km².
Het gebied is opgedeeld in veertien rurale en dunbevolkte districten. De vier steden Samarkand, Katta-Kurgan, Oqtosh en Urgut behoren niet tot een district en zijn zelfstandige regionale centra.

## Demografie
De provincie Samarkand telt 3.580.000 inwoners (2017).
De provincie Samarkand staat op de eerste plaats qua aantal geboortes. In 2017 werden er in totaal 88.300 kinderen geboren. Het geboortecijfer bedraagt 24,4‰. Er stierven in dezelfde periode 16.100 mensen. Het sterftecijfer bedraagt 4,5‰. De natuurlijke bevolkingstoename is +72.200 personen, ofwel +19,9‰. 
De gemiddelde leeftijd is 27,5 jaar (2017). Daarmee is de provincie jonger dan de rest van Oezbekistan.
Andizan · Buchara · Fergana · Jizzax · Namangan · Navoiy · Qashqadaryo · Samarkand · Sirdarjo · Surxondaryo · Tasjkent · Xorazm

Stad: Tasjkent

Autonome republiek: Karakalpakstan